# Ichneumon odomariensis
Ichneumon odomariensis là một loài tò vò trong họ Ichneumonidae.